# Hahnel Aranka
Hahnel Aranka, névváltozat: Hannel (Torda, 1873. június 28. – Rákosszentmihály, 1942. október 2.) színésznő.

## Életútja
Hahnel Károly színházi karmester és Szabó Ilka (Karingecz/Korinyecz Katalin) drámai hősnő leánya. Az Országos Színművészeti Akadémia elvégzése után 1892-ben Csóka Sándor színtársulatánál Szabadkán lépett fel először, és eleinte a drámai szendékben, majd a fiatal hősnőkben jeleskedett. Működött Kolozsvárt, Kaposvárott, Pozsonyban, Kassán, Pécsett, Szegeden Makó Lajos buda–temesvári társulatánál, Debrecenben, Újvidéken és a Budai Színkörben. Ez utóbbi színpadon ő játszotta a Cyrano de Bergerac első előadásain Roxane szerepét és a kitűnő összjátéknak Pethes Imre mellett egyik erőssége volt. Jobb szerepei voltak: Melinda (Bánk bán), Júlia (Romeó és Júlia), Nóra, Kaméliás hölgy stb.
1910. július 2-án Budapesten házasságot kötött dr. fenyéri Zádor Ervin földbirtokossal. Ezt követően visszavonult a színpadtól, de özveggyé válván, 1911–12-ben újra fellépett Szatmárt. 1920-ban a Belvárosi Színház tagja volt, 1922-ben a Blaha Lujza Színház foglalkoztatta, majd 1923-tól visszatért a Belvárosi Színházhoz. 1925. szeptember 1-én a Magyar Színház kötelékébe lépett, ahol 1928-ig szerepelt. 1930-ban a Bethlen téri színházban lépett fel és a Magyar Rádióban volt hallható.

## Szerepei

### Fontosabb színházi szerepei
- Katona József: Bánk bán – Melinda
- Shakespeare: Rómeó és Júlia – Júlia
- Rostand: Cyrano de Bergerac – Roxane

### Filmszerepei
- Magdát kicsapják (1937–38)
- Megvédtem egy asszonyt (1938)
- Azurexpress (1938) – Rák Tamás háziasszonya
- Csákó és kalap (1941) – Kerekesné
- Dr. Kovács István (1941) – Csókás néni, trafikos